# Gadaganahalli, Kadur
Gadaganahalli là một làng thuộc tehsil Kadur, huyện Chikmagalur, bang Karnataka, Ấn Độ.